# Júlia Lopes de Almeida
 (novembre 2024).
Si vous disposez d'ouvrages ou d'articles de référence ou si vous connaissez des sites web de qualité traitant du thème abordé ici, merci de compléter l'article en donnant les références utiles à sa vérifiabilité et en les liant à la section « Notes et références ».
Julia Valentine Silveira Lopes de Almeida (Rio de Janeiro, 24 septembre 1862 - Rio de Janeiro, 30 mai 1934) est une écrivain et abolitionniste brésilienne.

## Biographie
Fille du Dr Jose Valentin Lopes da Silveira, un professeur de médecine, qui devint plus tard vicomte de Saint-Valentin, et de Adelina Pereira Lopes, elle épousa Felinto de Almeida, poète portugais et est la mère des écrivains  Afonso Lopes de Almeida, Albano Lopes de Almeida et Margarida Lopes de Almeida. Elle est la sœur de l'écrivaine Adelina Lopes Vieira.
Elle a passé la plus grande partie de son enfance à Campinas, où a commencé sa carrière d'écrivain en 1881, lorsqu'elle écrivit dans la Gazeta de Campinas. Dès son jeune âge elle montra une forte inclination pour les lettres, bien qu'à son époque, il n'était pas bien vu pour une femme se consacrer à la littérature.
Dans une interview à John River vers 1904, elle avoua qu'il aimait écrire des poèmes, mais dans la clandestinité. Le 28 novembre 1887, elle épousa un jeune écrivain portugais Filinto de Almeida, à l'époque directeur de la revue A Semana, publié à Rio de Janeiro, qui reçut sa collaboration systématique pendant plusieurs années.
Sa production littéraire est vaste, plus de 40 volumes couvrant romans, nouvelles, littérature pour enfants, théâtre, journalisme, essais et manuels. Dans sa chronique dans O País, qui a paru pendant plus de 30 ans, elle a abordé diverses questions et a fait plusieurs campagnes pour améliorer les conditions des femmes.
Lors de son passage à Paris en 1914, un banquet fut offert par les femmes de lettres françaises en l'honneur de Mme Julia de Almeida ; un discours fut prononcé le 16 février 1914 par Mme Daniel-Lesueur, vice-présidente de la Société des Gens de Lettres et officier de la Légion d'honneur.
Elle a été présidente honoraire de la Légion des femmes brésiliennes, une société créée en 1919, et a participé à des réunions de création de l'Académie brésilienne des lettres, dont elle a été exclue pour être une femme.
Sa collection d'histoires courtes Ânsia Eterna a été influencée par Guy de Maupassant et une de ses chroniques a inspiré à Artur Azevedo la pièce O dote. En collaboration avec son mari, elle a écrit son dernier roman, A casa verde, paru en feuilleton dans le Jornal do Commercio en 1932 et elle mourut deux ans plus tard, le 30 mai 1934, à Rio de Janeiro.

## Romans
- A Família Medeiros, 1891
- Memórias de Marta, 1889
- A Viúva Simões, 1895
- A Falência, 1901
- Cruel Amor, 1908
- A Intrusa, 1905
- A Silveirinha, 1912
- A Casa Verde (avec Felinto de Almeida), 1898
- Pássaro Tonto, 1934
- O Funil do Diabo, 1934

## Nouvelles et contes
- Traços e Iluminuras, 1887
- Ânsia Eterna, 1903
- Era uma vez…, 1917
- A Isca (quatro novelas), 1923
- A caolha

## Théâtre
- A Herança, 1909
- Quem Não Perdoa, 1917
- Nos Jardins de Saul, 19017
- Doidos de Amor, 1917

## Divers
- Livro das Noivas, 1896
- Livro das Donas e Donzelas, 1906
- Correio da Roça, 1909
- Jardim Florido, 1922
- Jornadas no Meu País, 1920
- Eles e Elas, 1907
- Oração a Santa Dorotéia, 1906
- Maternidade, 1924
- Brasil, 1922

## Livres
- Histórias da Nossa Terra
- Contos Infantis (avec Adelina Lopes Vieira), 1886
- A Árvore (avec Afonso Lopes de Almeida)